# Sieweczka długodzioba
Sieweczka długodzioba (Charadrius placidus) – gatunek małego ptaka z rodziny sieweczkowatych (Charadriidae). Zamieszkuje głównie wschodnią Azję, izolowana populacja także w północno-wschodnich Indiach. Nie jest zagrożony wyginięciem.

## Systematyka
Jest to gatunek monotypowy. Niekiedy bywał uznawany za podgatunek sieweczki obrożnej (Charadrius hiaticula).

## Zasięg występowania
Obszary lęgowe sieweczki długodziobej znajdują się na Rosyjskim Dalekim Wschodzie, w północno-wschodnich i wschodnich Chinach, Korei i Japonii; izolowana populacja także w północno-wschodnich Indiach (zachodni Arunachal Pradesh). Zimuje od wschodniego Nepalu i północno-wschodnich Indii po północne Indochiny, południowe Chiny, Koreę Południową i Japonię.

## Morfologia

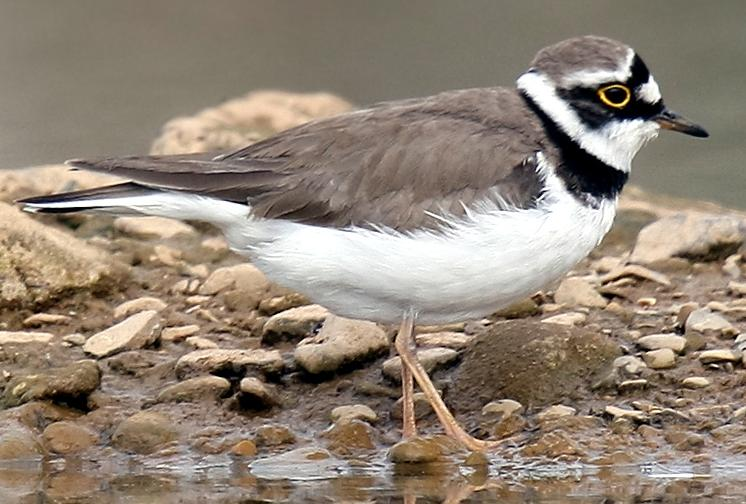
Samiec w szacie godowej

Długość ciała 18–21 cm; rozpiętość skrzydeł 45 cm, masa ciała 41–70 g. Obie płcie są do siebie podobne, ale u samców czarny pas na czole i czarna obroża na piersi są zwykle szersze.

## Status
IUCN klasyfikuje sieweczkę długodziobą jako gatunek najmniejszej troski (LC – Least Concern). Liczebność populacji szacuje się na 670–17 000 dorosłych osobników, a jej trend jest malejący ze względu na niszczenie środowiska życia tych ptaków.